# Lepturges yucca
Lepturges yucca là một loài bọ cánh cứng trong họ Cerambycidae.